# Бертаджа, Энрико
Энри́ко Берта́джа (итал. Enrico Bertaggia; род. 19 сентября 1964, Ноале, Венеция) — итальянский автогонщик, участник чемпионата мира по автогонкам в классе Формула-1.

## Биография
В 1987 году выиграл итальянский чемпионат Формулы-3, на следующий год выступал в европейской Формуле-3000. Во второй половине сезона 1989 года предпринимал попытки стартовать в Формуле-1 за рулём автомобиля «Колони», но ни разу не прошёл квалификацию. В 1992 году был заявлен за команду «Андреа Мода», но участия в Гран-при не принимал. После 1995 года стартовал в гонках спортивных и кузовных автомобилей.

## Результаты выступлений в Формуле-1
| Легенда к таблице |                                                                    |
| --- | ------------------------------------------------------------------ |
| В таблице перечислены результаты всех Гран-при Формулы-1, в которых принимал участие гонщик. Строками таблицы являются сезоны, столбцами — этапы чемпионата мира. В каждой клетке указаны сокращённое название этапа и результат, дополнительно обозначенный цветом. Расшифровка обозначений и цветов представлена в нижеследующей таблице. |                                                                    |
| \| Пример \| Описание \| \| ------------ \| ------------------------------------------------------------------ \| \| 1 \| Победитель \| \| 2 \| Второе место \| \| 3 \| Третье место \| \| 5 \| Финишировал, заработав очки \| \| Сход \| Не финишировал, но при этом заработал очки \| \| 12 \| Финишировал, не получив очков \| \| НКЛ \| Финишировал, но не попал в финальную классификацию \| \| 15 \| Участвовал вне зачёта, либо по отдельной классификации \| \| 18 \| Не финишировал, но попал в финальную классификацию \| \| Сход \| Не финишировал \| \| НКВ \| Не прошёл квалификацию \| \| НПКВ \| Не прошёл предквалификацию \| \| ДСК \| Дисквалифицирован \| \| ИСК \| Исключён из протокола соревнований \| \| ТТ \| Заявлен для участия только в тренировках \| \| НС \| Участвовал в квалификации, но не стартовал в гонке \| \| Т \| Травмирован или болен \| \| ОТК \| Отказ от участия \| \| НТР \| Прибыл на соревнования, но на трассу не выезжал \| \| НПР \| Был заявлен в числе участников, но не прибыл к началу соревнований \| \| О \| Соревнования отменены \| \| \| Не участвовал \| \| Поул-позиция \| \| \| Быстрый круг \| \| |                                                                    |
| Пример | Описание                                                           |
| 1 | Победитель                                                         |
| 2 | Второе место                                                       |
| 3 | Третье место                                                       |
| 5 | Финишировал, заработав очки                                        |
| Сход | Не финишировал, но при этом заработал очки                         |
| 12 | Финишировал, не получив очков                                      |
| НКЛ | Финишировал, но не попал в финальную классификацию                 |
| 15 | Участвовал вне зачёта, либо по отдельной классификации             |
| 18 | Не финишировал, но попал в финальную классификацию                 |
| Сход | Не финишировал                                                     |
| НКВ | Не прошёл квалификацию                                             |
| НПКВ | Не прошёл предквалификацию                                         |
| ДСК | Дисквалифицирован                                                  |
| ИСК | Исключён из протокола соревнований                                 |
| ТТ | Заявлен для участия только в тренировках                           |
| НС | Участвовал в квалификации, но не стартовал в гонке                 |
| Т | Травмирован или болен                                              |
| ОТК | Отказ от участия                                                   |
| НТР | Прибыл на соревнования, но на трассу не выезжал                    |
| НПР | Был заявлен в числе участников, но не прибыл к началу соревнований |
| О | Соревнования отменены                                              |
| | Не участвовал                                                      |
| Поул-позиция |                                                                    |
| Быстрый круг |                                                                    |

| Сезон | Команда     | Шасси            | Двигатель | Ш | 1       | 2       | 3   | 4   | 5   | 6   | 7   | 8   | 9   | 10  | 11       | 12       | 13       | 14       | 15       | 16       | Место | Очки |
| ----- | ----------- | ---------------- | --------- | - | ------- | ------- | --- | --- | --- | --- | --- | --- | --- | --- | -------- | -------- | -------- | -------- | -------- | -------- | ----- | ---- |
| 1989  | Coloni      | Coloni C3        | Cosworth  | P | БРА     | САН     | МОН | МЕК | США | КАН | ФРА | ВЕЛ | ГЕР | ВЕН | БЕЛ НПКВ | ИТА НПКВ | ПОР НПКВ | ИСП НПКВ | ЯПО НПКВ | АВС НПКВ | —     | 0    |
| 1992  | Andrea Moda | Coloni C4B       | Judd      | G | ЮАР ИСК |         |     |     |     |     |     |     |     |     |          |          |          |          |          |          | —     | 0    |
| 1992  | Andrea Moda | Andrea Moda S921 | Judd      | G |         | МЕК ОТК | БРА | ИСП | САН | МОН | КАН | ФРА | ВЕЛ | ГЕР | ВЕН      | БЕЛ      | ИТА      | ПОР      | ЯПО      | АВС      | —     | 0    |